# IEEE 802.11ax
Wi-Fi 6

Logo de la norme Wi-Fi 6

La IEEE 802.11ax, également appelée Wi-Fi 6 par la Wi-Fi Alliance, est une norme conçue pour les réseaux sans fil locaux ou Wi-Fi,, et
qui succède au Wi-Fi 5.
La normalisation est faite par l'IEEE ; la norme a été ratifiée en février 2021 et la publication de la version finale a eu lieu le 19 mai 2021,.
Le standard 802.11ax est conçu pour pouvoir fonctionner sur tout le spectre fréquentiel entre 1 et 7,1 GHz, si ces bandes sont disponibles, en complément des bandes 2,4 et 5 GHz déjà utilisées par les versions précédentes. Les appareils présentés au CES 2018 atteignent une vitesse maximale de 11 Gbit/s. Cette norme optimise les performances pour des déploiements denses : les débits crêtes sont quatre fois plus élevés que ceux atteints avec la norme IEEE 802.11ac, même si le débit nominal n'est supérieur que de 37 % au plus. La latence est également 75 % plus faible.
Pour améliorer l'utilisation efficace du spectre, la nouvelle version introduit des méthodes telles que l'OFDMA, déjà utilisées pour la 4G, la modulation 1024-QAM et la prise en charge pour la liaison montante en plus de la liaison descendante du MIMO et du MU-MIMO (en) afin d'augmenter le débit. Des améliorations de la consommation électrique et de nouveaux protocoles de sécurité sont également ajoutés par cette norme, tels que Target Wake Time et le WPA3.

## Enjeux
Selon les opérateurs cellulaires, cet IEEE est nécessaire au développement de la 5G qui nécessite des fréquences porteuses très élevées, des bandes passantes massives, une haute densité de stations de base et de terminaux, ainsi qu'un nombre sans précédent d'antennes. Le Wi-Fi 6E est aussi nécessaire pour améliorer l'expérience des utilisateurs de smartphones et autres terminaux mobiles, tout en évitant aussi, pour un certain temps au moins, la congestion du réseau Wi-FI pour de nombreuses applications privées industrielles, mais aussi pour des applications 'en extérieur' de l'industrie de la finance à haut débit dans les pays riches ou très peuplés, et notamment dans les environnements résidentiels et éducatifs denses, les noeuds de transport, trains, métros, et stades quand le nombre de spectateur y est élevé.
En matière environnementale, dans le contexte de l'impact environnemental du numérique qui se développe exponentiellement depuis la fin du XXe siècle, et dans le cadre d'une recherche d'amélioration de l'efficacité énergétique des communications 5G,,, le Wi-Fi 6E est parfois présenté comme pouvant théoriquement diminuer le déchargement et la durée de vie de la batterie des smartphones (à service égal) en permettant à l'appareil de mieux cartographier ses communications avec un routeur, ce qui permet que son antenne reste allumée moins longtemps. Cependant in fine et plus globalement, par effet rebond, l'ouverture large du réseau, sans licence, encourage à nouveau les usages fortement consommateurs de bande passante et à forte empreinte écologique et énergétique (streaming de films et vidéo en haute définition, jeux immersifs, réalité virtuelle et/ou augmentée, souvent sans mémoire tampon et avec des vitesses de téléchargement de plus en plus rapide).
Quelques études empiriques et/ou des expériences contrôlées faites en laboratoire ont montré que le « scannage WiFi agressif » qui « améliore considérablement la vitesse à laquelle les nœuds mobiles rejoignent le réseau WiFi » en intérieur, a au contraire des effets secondaires hélas considérables dans les « environnements sans fil surpeuplés », avec des effets négatifs en termes de consommation d'énergie et de débit pour les nœuds mobiles. Des études cherchent à évaluer et/ou réduire la consommation énergétique croissante de l'Internet et des terminaux de type smartphones,, mais l'empreinte écologique et l'empreinte carbone globale du Wi-Fi 6E ne semblent pas avoir été évaluées (surtout si l'on tient compte des énergies grises mobilisées par l'informatique) ; par ses usages et ses besoins en infrastructure, cet IEEE pourrait encore nous éloigner de la sobriété numérique et de l'informatique durable.
Existent aussi des enjeux nouveaux de sécurité informatique, rendue plus difficile par l'accélération des débits, via un nombre accru de points d'accès, déployés dans un environnements de réseaux complexes parfois non fiables,.

## Historique
En 2016, Quantena Communications est le premier à annoncer un nouveau chipset compatible avec le draft 1.0 de la norme en octobre 2016. Qualcomm suivit début 2017. Asus est ensuite le premier à présenter un routeur en août 2017 avec un débit maximal de 1,1 Gbit/s en 2,4 GHz et 4,8 Gbit/s en 5 GHz. L'adoption de la norme et une large utilisation commerciale ont commencé début 2021, même si certains adoptants précoces avaient mis en place leurs systèmes dès la fin 2019.
Entre 2016 et 2020, une association de l'industrie des télécommunications, la Wireless Broadband Alliance (WBA) affirme que les premiers essais de Wi-Fi 6E permettent d'atteindre des vitesses de 2 Gbit/s et des connexions dont les latences sont seulement de deux millisecondes ; et, après des essais conduits avec Intel et Broadcom, Tiago Rodrigues (PDG de la WBA) ajoute que "L'extension du Wi-Fi à la bande de spectre 6 GHz peut fournir plus de capacité Wi-Fi que toutes les autres bandes réunies".
En 2020 (23 avril) aux États-Unis où la bande d'ondes radio dédiée au Wi-Fi commençait à être congestionnée, la FCC (Federal Communications Commission) a voté à l'unanimité le déverrouillage pour le Wi-Fi 6E d'une bande de fréquences de 1 200 MHz (entre 5,925 et 7,125 GHz). Elle est ouverte à un usage sans licence, mais avec une contrainte : les 1 200 MHz sont autorisés, en intérieur, aux seuls émetteurs de faible puissance. Pour les autres cas, la bande et « limitée » à 850 MHz. D'après la FCC et divers observateurs, le Wi-Fi 6 sera ainsi plus de 2,5 fois plus rapide que la norme Wi-Fi précédente et augmente la quantité de spectre radio utilisable aux USA de près d'un facteur cinq, augmentant la quantité de bande passante disponible pour les appareils (quadruplement) et accroissant la puissance du Wi-Fi, tout en diminuant la latence et les interférences,. C'est la plus grande extension depuis 20 ans. Les fabricants de smartphones et de matériel informatique préparent la commercialisation d'appareils compatibles avec cette nouvelle gamme d'ondes radio. Les États-Unis deviennent ainsi le premier pays ouvert au IEEE 802.11ax où il s'ajoute aux bandes 2,4 GHz et 5 GHz déjà utilisées pour les réseaux locaux haut débit par ondes radio (RLAN) ; pour des raisons de concurrence, ils incitent les régulateurs des autres pays à s'aligner.
À la suite d'une décision d’harmonisation par la Commission européenne de la bande de fréquences utilisable notamment pour le Wi-Fi 6E (entre 5 945 et 6 425 MHz), l'ARCEP met en ligne un projet de transposition visant à offrir 480 MHz supplémentaires en France, équivalent à 24 canaux supplémentaires, avec quelques restrictions.
En France, en 2021, après une  consultation publique en amont, le 1er décembre le Journal officiel autorise la bande de fréquences de 5 945 à 6 425 MHz, permettant le démarrage du Wi-Fi 6E dans le pays. INpact MediaGroup note qu'alors que l'ARCEP (le régulateur) avait promis de mettre en ligne « dans un souci de transparence » les résultats de la consultation « à l’exclusion des éléments d’information couverts par le secret des affaires ». L'ARCEP a indiqué que ce sera le cas d’ici la fin d’année.

## Présentation de la norme
La norme 802.11ax vise à améliorer la norme 802.11ac pour optimiser la connexion Wi-Fi dans les zones très denses comme les gares, aéroports et centres commerciaux. Cette norme permet ainsi à plusieurs utilisateurs de se connecter simultanément au même point d'accès en utilisant une technologie déjà présente dans les réseaux mobiles 4G/LTE et 5G.
Cette amélioration est permise par l’utilisation de l’OFDMA (orthogonal frequency-division multiple access). Dans le cas des versions Wi-Fi utilisant OFDM ou OFDMA, la bande de fréquence utilisée pour la transmission de données est composée de multiples canaux, des sous-porteuses. Dans les technologies précédant le 802.11ax, les groupes de sous-porteuses sont attribués à un instant donné, à un seul utilisateur qui utilise la totalité de la largeur de la bande. L’OFDMA permet d'attribuer des sous-porteuses à des utilisateurs différents. Pour augmenter le nombre de sous-porteuses, l'écart spectral radio entre sous-porteuses passe de 312,5 kHz (802.11ac) à 78,125 kHz. On a donc la même largeur de bande en 802.11ax et 802.11ac mais quatre fois plus de sous-porteuses. Afin de servir ces multiples utilisateurs, 802.11ax approfondit le MU-MIMO (Multiple User Multiple Input Multiple Output) mise en place par la norme 802.11ac. On passe à 8 flux simultanés contre 4. Chaque utilisateur est connecté au point d'accès le plus performant en fonction de sa position physique.
L’Uplink Resource Scheduler du point d'accès s'appuie sur l’OFDMA. Celui-ci permet l'allocation simultanée de ressources radio (sous-porteuses) à plusieurs utilisateurs, de définir des priorités entre les utilisateurs et d'allouer les sous-porteuses en fonction de leurs usages et ainsi de limiter les engorgements. Le 802.11ax permet aussi une rétrocompatibilité avec les normes 802.11a/b/g/n/ac.

## Débits en fonction de la configuration
| Index MCS | Type de modulation | Taux de codage | Débit de données (en Mb/s) | Débit de données (en Mb/s) | Débit de données (en Mb/s) | Débit de données (en Mb/s) | Débit de données (en Mb/s) | Débit de données (en Mb/s) | Débit de données (en Mb/s) | Débit de données (en Mb/s) |
| Index MCS | Type de modulation | Taux de codage | Canaux de 20 MHz           | Canaux de 20 MHz           | Canaux de 40 MHz           | Canaux de 40 MHz           | Canaux de 80 MHz           | Canaux de 80 MHz           | Canaux de 160 MHz          | Canaux de 160 MHz          |
| Index MCS | Type de modulation | Taux de codage | GI de 1600 ns              | GI de 800 ns               | GI de 1600 ns              | GI de 800 ns               | GI de 1600 ns              | GI de 800 ns               | GI de 1600 ns              | GI de 800 ns               |
| --------- | ------------------ | -------------- | -------------------------- | -------------------------- | -------------------------- | -------------------------- | -------------------------- | -------------------------- | -------------------------- | -------------------------- |
| 0         | BPSK               | 1/2            | 8                          | 8,6                        | 16                         | 17,2                       | 34                         | 36,0                       | 68                         | 72                         |
| 1         | QPSK               | 1/2            | 16                         | 17,2                       | 33                         | 34,4                       | 68                         | 72,1                       | 136                        | 144                        |
| 2         | QPSK               | 3/4            | 24                         | 25,8                       | 49                         | 51,6                       | 102                        | 108,1                      | 204                        | 216                        |
| 3         | 16-QAM             | 1/2            | 33                         | 34,4                       | 65                         | 68,8                       | 136                        | 144,1                      | 272                        | 282                        |
| 4         | 16-QAM             | 3/4            | 49                         | 51,6                       | 98                         | 103,2                      | 204                        | 216,2                      | 408                        | 432                        |
| 5         | 64-QAM             | 2/3            | 65                         | 68,8                       | 130                        | 137,6                      | 272                        | 288,2                      | 544                        | 576                        |
| 6         | 64-QAM             | 3/4            | 73                         | 77,4                       | 146                        | 154,9                      | 306                        | 324,4                      | 613                        | 649                        |
| 7         | 64-QAM             | 5/6            | 81                         | 86,0                       | 163                        | 172,1                      | 340                        | 360,3                      | 681                        | 721                        |
| 8         | 256-QAM            | 3/4            | 98                         | 103,2                      | 195                        | 206,5                      | 408                        | 432,4                      | 817                        | 865                        |
| 9         | 256-QAM            | 5/6            | 108                        | 114,7                      | 217                        | 229,4                      | 453                        | 480,4                      | 907                        | 961                        |
| 10        | 1024-QAM           | 3/4            | 122                        | 129,0                      | 244                        | 258,1                      | 510                        | 540,4                      | 1021                       | 1081                       |
| 11        | 1024-QAM           | 5/6            | 135                        | 143,4                      | 271                        | 286,8                      | 567                        | 600,5                      | 1134                       | 1201                       |

Notes
1. ↑  MCS 9 n'est pas applicable à toutes les combinaisons de flux spatiaux.
2. ↑  GI signifie Guard Interval (en).

## Comparaison avec les autres normes IEEE 802.11
| Réseaux locaux 802.11 : standards physiques   | Réseaux locaux 802.11 : standards physiques | Réseaux locaux 802.11 : standards physiques | Réseaux locaux 802.11 : standards physiques | Réseaux locaux 802.11 : standards physiques                                                        | Réseaux locaux 802.11 : standards physiques | Réseaux locaux 802.11 : standards physiques | Réseaux locaux 802.11 : standards physiques | Réseaux locaux 802.11 : standards physiques |
| Protocole 802.11                              | date                                        | Fréquence                                   | largeur de bande                            | Débit binaire                                                                                      | Nombre maximum de flux MIMO                 | Codage / Modulation                         | Portée                                      | Portée                                      |
| Protocole 802.11                              | date                                        | Fréquence                                   | largeur de bande                            | Débit binaire                                                                                      | Nombre maximum de flux MIMO                 | Codage / Modulation                         | Intérieur                                   | Extérieur                                   |
| Protocole 802.11                              | date                                        | (GHz)                                       | (MHz), (GHz)                                | (Mbit/s), (Gbit/s)                                                                                 | Nombre maximum de flux MIMO                 | Codage / Modulation                         | (mètres)                                    | (mètres)                                    |
| --------------------------------------------- | ------------------------------------------- | ------------------------------------------- | ------------------------------------------- | -------------------------------------------------------------------------------------------------- | ------------------------------------------- | ------------------------------------------- | ------------------------------------------- | ------------------------------------------- |
| 802.11-1997 (d'origine)                       | juin 1997                                   | 2,4                                         | 79 ou 22 MHz                                | 1, 2 Mbit/s                                                                                        | NC                                          | FHSS, DSSS                                  | 20 m                                        | 100 m                                       |
| 802.11a (Wi-Fi 2)                             | sept 1999                                   | 5 3,7[A](US)                                | 20 MHz                                      | 6 Mbit/s à 54 Mbit/s                                                                               | 1                                           | OFDM                                        | 35 m                                        | 120 m (5 GHz) 5 000 m[A] (3,7 GHz)          |
| 802.11b (Wi-Fi 1)                             | sept 1999                                   | 2,4                                         | 22 MHz                                      | 1 Mbit/s à 11 Mbit/s                                                                               | 1                                           | DSSS                                        | 35 m                                        | 140 m                                       |
| 802.11g (Wi-Fi 3)                             | juin 2003                                   | 2,4                                         | 20 MHz                                      | 6 Mbit/s à 54 Mbit/s                                                                               | 1                                           | OFDM                                        | 38 m                                        | 140 m                                       |
| 802.11n (Wi-Fi 4)                             | oct 2009                                    | 2,4 5                                       | 20, 40 MHz                                  | 6,5 Mbit/s à 600 Mbit/s (voire 1,2 Gbit/s en utilisant simultanément les deux bandes de fréquence) | 4                                           | OFDM                                        | 70 m (2,4 GHz) 35 m (5 GHz)                 | 250 m                                       |
| 802.11ac (Wi-Fi 5)                            | déc 2013                                    | 5                                           | 20, 40, 80, 160 MHz                         | 6,5 Mbit/s à 6,93 Gbit/s                                                                           | 8                                           | OFDM                                        | 12-35 m                                     | 300 m                                       |
| 802.11ad                                      | déc 2012                                    | 57 à 71                                     | 1,7 à 2,16 GHz                              | jusqu’à 6,75 Gbit/s                                                                                | NC                                          | OFDM ou porteuse unique                     | 10 m                                        | 10 m                                        |
| 802.11af (en)                                 | fév 2014                                    | 0,054 à 0,79                                | 6 à 8 MHz                                   | 1,8 à 568,9 Mbit/s                                                                                 | 4                                           | OFDM                                        | 100 m                                       | 1 000 m                                     |
| 802.11ah                                      | mai 2017                                    | 0,9                                         | 1 à 8 MHz                                   | 0,6 à 8,6 Mbit/s                                                                                   | 4                                           | OFDM                                        | 100 m                                       | 100 m                                       |
| 802.11ax (Wi-Fi 6 et 6E)                      | fév 2021                                    | 1 à 7,1                                     | 20, 40, 80, 160 MHz                         | 8 Mbit/s à 9,6 Gbit/s                                                                              | 8                                           | OFDM, OFDMA                                 | 12-35 m                                     | 300 m                                       |
| 802.11ay (en)                                 | mars 2021                                   | 58,3 à 70,2                                 | 2,16 à 8,64 GHz                             | 20 à 176 Gbit/s                                                                                    | 4                                           | OFDM ou porteuse unique.                    | 100 m                                       | 500 m                                       |
| 802.11be (Wi-Fi 7)                            | 2024                                        | 2,4 5 et 6                                  | 20 40 80 160 320 MHz                        | | 16                                          | OFDMA                                       | 30 m intervalle de garde 0,8 µs             | 120 m intervalle de garde 3,2 µs            |
| Voir aussi : - Wi-Fi - Liste des canaux Wi-Fi |                                             |                                             |                                             | |                                             |                                             |                                             |                                             |

- A1 A2  IEEE 802.11y est équivalent à la norme 802.11a mais utilise la bande de fréquence des 3,7 GHz. Elle n’est autorisée qu’aux États-Unis par la FCC.
- B  par flux MIMO, avec intervalle de garde court (SGI).
- C  par flux MIMO, avec intervalle de garde long.
- D  en mode "single user" et débit maximum pour 8 flux MIMO.

## Produits
(février 2020).

### Puces
- Le 27 octobre 2016, Quantenna annonça le premier silicium compatible 802.11ax, la QSR10G-AX. La puce était conforme au Draft 1.0 de la norme 802.11ax et supporte jusque huit flux 5 GHz et quatre flux 2,4 GHz. En Janvier 2017, Quantenna ajouta la QSR5G-AX à leur gamme de produit, avec jusque 4 flux supporté sur les deux bandes[34]. Ces deux produits visent le marché des routeurs et points d'accès.
- Le 13 février 2017, Qualcomm annonça leur premier silicium compatible 802.11ax[35],[36],[37].
  - La puce IPQ8074 est un SoC complet avec quatre cœurs Cortex-A53.

Supportant jusque huit flux 5 GHz et quatre flux 2,4 GHz.
- La puce QCA6290 supportant deux flux sur les deux bandes visent le marché des appareils mobiles.

- Le 15 août 2017, Broadcom annonça leur 6e génération de produits Wi-Fi avec compatibilité 802.11ax[38],[39].
  - Les BCM43684 et BCM43694 sont des puces 4 × 4 MIMO compatible pleinement avec la norme 802.11ax,

alors que la puce BCM4375 supporte  2 × 2 MIMO 802.11ax ainsi que le Bluetooth 5.0.
- Le 11 décembre 2017, Marvell annonça ses puces 802.11ax, les 88W9068, 88W9064 et 88W9064S[40],[41].
- Le 4 janvier 2018, Intel annonça des puces 802.11ax Chipsets pour une  Wi-Fi rapide basé sur le Draft 2.0 de la norme 802.11ax [42]
- Le 21 février 2018, Qualcomm annonça la puce WCN3998, une puce 802.11ax 2x2 pour smartphones et appareils mobiles[43].
- Depuis avril 2018, Intel travaille sur une puce 802.11ax pour appareils mobiles, Wireless-AX 22560 surnommé Harrison Peak[44],[45].
- Le 23 octobre 2018, Broadcom annonça deux nouvelles puce 802.11x SOCs 2x2: les BCM6752 et BCM6755.

Toutes deux fournissant des CPUs multi-cœur et  une compatibilité Gigabit Ethernet.
- Le 8 janvier 2019, MediaTek annonça leurs puces 802.11ax, avec des puces 2x2 et 4x4[47].
- Le 25 février 2019, Qualcomm annonça la QCA6390, une puce 2x2 802.11ax/Bluetooth 5.1 combinée pour appareils mobile et informatique[48].
- Intel Ice Lake : Puce d'ordinateur commercialisée en 2019 permettant l'utilisation du Wi-Fi 6.
- Qualcomm Snapdragon 855 : Nouvelle puce haut de gamme qui sera disponible dans les smartphones de 2019 permettant l'utilisation du Wi-Fi 6.

### Appareils

#### Terminaux
- Le 8 mars 2019, Samsung a lancé son Galaxy S10, compatible avec le standard 802.11ax.
- L'iPhone 11 d'Apple est également compatible avec le 802.11ax.
- L'iPad Pro 2020 d'Apple est aussi équipé de la norme 802.11ax.
- Le 10 novembre 2020, Apple annonça que ses nouveaux MacBook Air, MacBook Pro et Mac mini basés sur la nouvelle puce Apple M1 supportent tous la norme 802.11ax[49].

#### Points d’accès
- Le 12 septembre 2017, Huawei annonça le premier point d’accès anticipant la future norme 802.11ax : l’AP7060DN basé sur du matériel Qualcomm 8×8 MIMO[50],[51].
- Le 25 janvier 2018, Aerohive Networks[52] annonça la première famille de point d’accès 802.11ax. L’AP630, AP650, et AP650X sont basés sur des puces Broadcom[53].
- Le 17 juillet 2018, Ruckus Networks annonça un point d’accès 802.11ax (Wi-Fi 6)  IoT et LTE-ready, le R730. Le R730 a été mis en vente en septembre 2018[54].

#### Routeurs
- Le 30 août 2017, Asus annonça le premier routeur 802.11ax[55],[56]. Le RT-AX88U utilise une puce Broadcom, 4×4 MIMO sur les deux bandes et atteint jusqu’à un maximum de 1148 Mbit/s en 2,4 GHz et 4804 Mbit/s en 5 GHz.
- TP-Link Archer AX11000, AX6000, AX1800 et RE705X : 4,8 Gb/s pour la bande 5 GHz dédiée aux joueurs, 4,8 Gb/s pour une seconde bande 5 GHz, et 1,1 Gb/s pour la bande 2,4 GHz
- Netgear Orbi RBK50 : vitesse supérieur à 1 Gb/s
- Netgear Nighthawk AX8 WiFi 6 (RAX80)
- ASUS RT-AX88U – routeur Wi-Fi 6 double bande